# Reino Uigur de Qocho
Qocho (en chino tradicional, 高昌回鶻; pinyin, Gāochāng Huíhú; literalmente, ‘Uigures Gaochang’), también conocido como Idiqut, ("riqueza sagrada") fue un reino histórico uiguur creado en 843, con fuertes influencias de los tocarios y del budismo chino. Fundada por refugiados uigures  que huían de la destrucción del kanato uigur por Yenisei Kirghiz, establecieron la capital de verano en Qocho (también llamada Qara-Khoja, actual distrito Gaochang de Turfán) y la de invierno en Beshbalik (actual condado Jimsar, prefectura Ting). Su población era conocida por como "uigures xizhou", llamados así por el nombre usado en la dinastía Tang para Gaochang; "uigures Qocho", por su capital; "uigures Kucha", por otra ciudad del reino, o "uigures arslan" (leones) por el título del rey.

## Cronología
En 843, un grupo de uigures emigró hacia el sur bajo el liderazgo de Pangtele y arrebataron Karasahr y Kucha del Imperio Tibetano.
En 866, Pugu Jun se declaró kan. El Reino de Qocho capturó las prefecturas de Tingzhou (Beshbalik o Beiting) y Xizhou (Gaochang), así como las de Changbaliq (cerca de Ürümqi) y Luntai (Bugur) del circuito de Guiyi (en chino tradicional, 歸義軍; pinyin, Guīyìjūn).
En 869 y 870 el Reino de Qocho atacó el Circuito Guiyi pero fue repelido.
En 876, el Reino de Qocho tomó la prefectura de Yizhou del circuito de Guiyi, después de lo cual pasó a llamarse Kumul.
Hacia 887 se establecieron bajo un estilo de vida agrario en la región de Qocho.
En 954 Ilig Bilgä Tengri subió al poder.
En 981, Arslan Bilgä Tengri ilig subió al poder.
En 984 Arslan Bilgä Tengri ilig se convirtió en Süngülüg Khagan (Gran Kan Süngülüg). En el mismo año, un enviado de la dinastía Song llegó a Qocho y escribió una descripción de la ciudad.
En 996 Bügü Bilgä Tengri ilig sucedió a Süngülüg Khagan.
En 1007 Alp Arsla Qutlugh Kül Bilgä Tengri Khan sucedió a Bügü Bilgä Tengri ilig.
En 1024 Kül Bilgä Tengri Khan sucedió a Alp Arsla Qutlugh Kül Bilgä Tengri Khan.
En 1068 Tengri Bügü il Bilgä Arslan Tengri Uighur Tärkän sucedió a Kül Bilgä Tengri Khan.
En 1123 Bilgä subió al poder. Fue sucedido por Yur Temur en algún momento.
En 1130, el Reino de Qocho se convirtió en vasallo de Qara Khitai.
En 1209, el Reino de Qocho se convirtió en vasallo del Imperio mongol.
En 1229, Barčuq Art iduq-qut sucedió a Yur Temur.
En 1242 Kesmez iduq-qut sucedió a Barčuq Art iduq-qut.
En 1246 Salïndï Tigin iduq-qut sucedió a Kesmez iduq-qut.
En 1253 Ögrünch Tigin iduq-qut sucedió a Salïndï Tigin iduq-qut.
En 1257 Mamuraq Tigin iduq-qut sucedió a Ögrünch Tigin iduq-qut, quien fue ejecutado por apoyar a la rama Ogodeid de la familia Genghisid.
En 1266, Qosqar Tigin iduq-qut sucedió a Mamuraq Tigin iduq-qut.
En 1280 Negüril Tigin iduq-qut sucedió a Qosqar Tigin iduq-qut.
En 1318 murió Negüril Tigin iduq-qut. El Reino de Qocho se convirtió en parte del Kanato Chagatai.
En 1322, Tämir Buqa iduq-qut subió al poder.
En 1330 Senggi iduq-qut sucedió a Tämir Buqa iduq-qut.
En 1332 Taipindu iduq-qut sucedió a Senggi iduq-qut.
En 1352, Ching Timür iduq-qut sucedió a Taipindu iduq-qut y fue el último gobernador gobernante conocido del reino.
En la década de 1370, el Reino de Qocho dejó de existir.

## Cultura
Principalmente turcos y tocarios, pero también iranios como los sogdianos fueron asimilados al reino uigur de Qocho. También había chinos entre la población de Qocho. Peter B. Golden escribe que los uigures no solo adoptaron el sistema de escritura y las creencias religiosas de los sogdianos, como el maniqueísmo, el budismo y el cristianismo, sino que también consideraron a los sogdianos como "mentores" mientras los reemplazaban gradualmente en sus roles de  comerciantes y proveedores de cultura de la Ruta de la Seda.
Tanto el control Tang sobre Qocho y Turfan y el budismo dejaron un legado duradero en el Reino de Qocho: nombres Tang aparecen en los más de 50 templos budistas; los edictos del emperador Taizong de Tang se almacenaban en la "Torre de Escritos Imperiales"; diccionarios chinos como Jingyun, Yuian, Tang yun y Da zang jing (escrituras budistas) se encontraban en los templos budistas y los monjes persas también mantuvieron un templo maniqueo en el Reino, el persa Hudud al-'Alam usa el nombre "pueblo chino" para llamar a Qocho, La ciudad capital.
Los uigures de Qocho continuaron produciendo el diccionario chino Qieyun rime y desarrollaron sus propias pronunciaciones de caracteres chinos, remanentes de la influencia Tang sobre el área.
El lingüista uigur moderno Abdurishid Yakup señaló que los budistas uigures de Turfan estudiaban el idioma chino y usaron libros chinos como el Clásico de Mil Caracteres y Qieyun y escribió que "en la ciudad de Qocho había más de cincuenta monasterios, cuyos títulos eran todos otorgados por los emperadores de la dinastía Tang, que atesoraban muchos textos budistas como el Tripitaka, Tangyun, Yupuan, Jingyin etc." 
En Asia Central, los uigures vieron la escritura china como "muy prestigiosa", así que cuando desarrollaron el alfabeto uigur antiguo, basado en la escritura siríaca, la recolocaron deliberadamente en posición vertical como la escritura china.

## Etnicidad
Si bien el idioma uigur es una lengua túrquica, James A. Millward afirmó que los uigures eran generalmente "mongoloides" (es decir "que aparecen étnicamente orientales o del interior de Asia"), dando como ejemplo las imágenes de los donantes uigures del budismo en Bezeklik (templo 9) hasta que empezaron a mezclar con los habitantes originales de la cuenca de Tarim, caucasoides y hablantes indoeuropeos, como los llamados tocarios. Los uigures budistas pintaron los murales de Bezeklik.

## Conflicto religioso

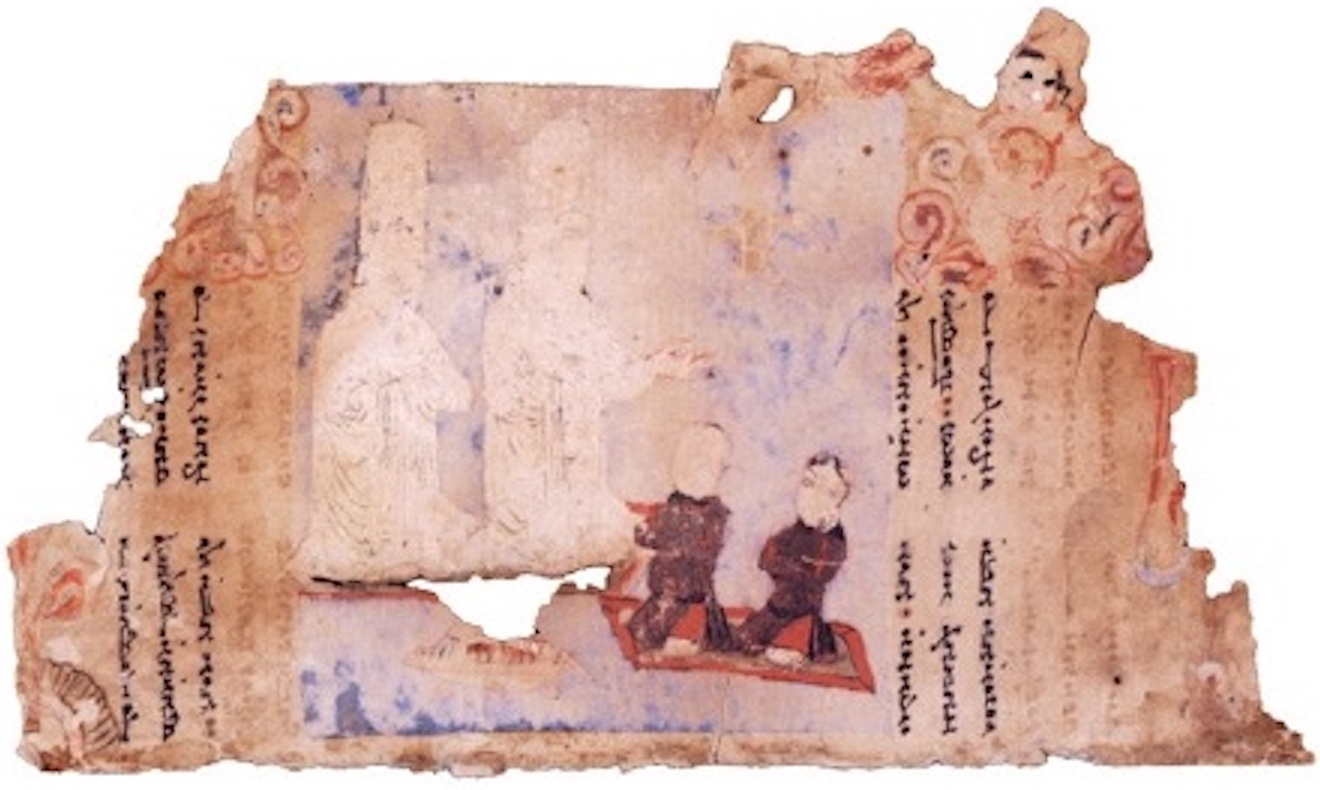
Hoja del libro maniqueo, de mediados del.

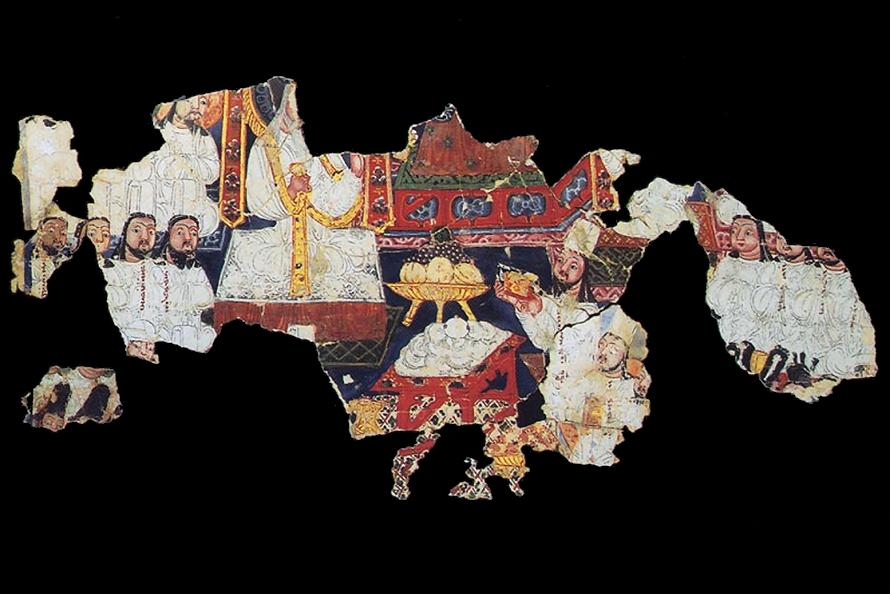
Escena maniquea de Bema, o

### Kanato de Kara-Khanid
Los uigures de Qocho eran budistas cuya identidad estaba entrelazada con su religión. Qocho era un estado budista con el budismo Mahayana y el maniqueísmo patrocinados por el estado. Los uigures patrocinaron la construcción de muchos de las cuevas-templos en lo que ahora se llama Cuevas de Bezeklik. También se alejaron de la cultura puramente turca y abandonaron el arcaico alfabeto turco en favor del alfabeto sogdiano modificado, que más tarde se conocería como el antiguo alfabeto uigur. Los Idiquts (el título de los gobernantes Qocho) gobernaron de forma independiente hasta que se convirtieron en un estado vasallo de Qara Khitai (chino: "Liao occidental").
Los uigures budistas entraban en conflicto con frecuencia con sus vecinos musulmanes occidentales. Los turcos musulmanes describieron a los uigures de varias formas despectivas. Por ejemplo, el "Compendio de dialectos turcos" de Mahmud al-Kashgari establece que "así como el espino debe cortarse en su raíz, el uigur debe ser golpeado en el ojo". También usaron la palabra despectiva "tat" para describir a los uigures budistas, que significa "infieles". Los uigures también eran llamados perros. Si bien al-Kashgari mostró una actitud diferente hacia las creencias de los adivinos turcos y las "costumbres nacionales", expresaba su odio hacia el budismo en su Diwan, donde escribió el ciclo de versos por la guerra contra los budistas uigures. Palabras de origen budista como toyin (clérigo o sacerdote) y Burxān o Furxan (que significa Buda)  adquirieron el significado genérico de "ídolo" en el idioma turco de Kashgari y se cargaron de connotaciones negativas para los turcos musulmanes.
Los uigures fueron objeto de ataques de los turcos musulmanes, según el trabajo de Kashgari. El gobernante del kanato de los Qarajánidas (Kara-Khanid), el sultán Satuq Bughra Khan, hizo arrasar los templos budistas de Qocho en la provincia de Minglaq en la región de Ili. Los murales budistas de las Cuevas de los Mil Budas de Bezeklik fueron dañados por la población musulmana local cuya religión prohibía las imágenes figurativas de seres vivos,  los ojos y la boca en particular a menudo eran arrancados. También se rompieron pedazos de murales para que los lugareños los usaran como fertilizante. El conflicto islámico-budista de los siglos XI al XII todavía se recuerda en las formas de la celebración del santuario sufí de Jotán Imam Asim y otras celebraciones de lugares sagrados sufíes. Las Cuevas de los Mil Budas de Bezeklik son un ejemplo del vandalismo por motivos religiosos.
Según los Tres Ciclos de Versos Turcos de Kashgari, las "tribus infieles" sufrieron tres derrotas, una a manos de los Qarajánidas en el Valle de Irtysh, otra por turcos musulmanes no especificados y otra infligida a "una ciudad entre Tangut y China" (Qatun Sini) a manos del kan tangut. La guerra contra los uigures budistas, chamanistas y maniqueos fue considerada una jihad por los Qarajánidas. Los imanes y soldados que murieron en las batallas contra los budistas uigures y Jotán son venerados como santos. Los musulmanes impulsararían a monjes budistas uigures a tomar asilo en la dinastía Tangut Western Xia.

### Dominio mongol
En 1209, el gobernante de Kara-Khoja, Baurchuk Art Tekin, declaró su lealtad a los mongoles bajo Genghis Khan y el reino siguió como vasallo hasta 1335. Tras someterse a los mongoles, los uigures sirvieron a los gobernantes mongoles como burócratas, proporcionando la experiencia de la que carecían los nómadas, analfabetos. Qocho continuó existiendo como vasallo de los mongoles de la dinastía Yuan, luchando juntos contra el Kanato Chagatai. Finalmente, el kan Chagatai Ghiyas-ud-din Baraq cortó la influencia Yuan sobre Qocho. Cuando los mongoles colocaron a los uigures en control de los coreanos de la corte, el rey coreano se opuso. El emperador Kublai Khan reprendió al rey coreano, diciendo que el rey uigur ocupaba un lugar más alto que el gobernante karluk qarajánido, quien a su vez ocupaba un lugar más alto que el rey coreano, que ocupaba el último lugar, porque los uigures se rindieron primero a los mongoles, los karluks. se rindieron después de los uigures, y los coreanos se rindieron en último lugar, y que los uigures se rindieron pacíficamente sin poner violencia. Se utilizaba un tribunal híbrido cuando los chinos han y los uigures estaban involucrados en cuestiones legales.
Los alanos fueron reclutados en las fuerzas mongolas con una unidad llamada Asud o "Guardia Alana Derecha", que se combinó con soldados "recién rendidos", mongoles y chinos estacionados en el área del antiguo reino de Qocho. En Beshbalik (ahora condado de Jimsar), los mongoles establecieron una colonia militar china dirigida por el general chino Qi Kongzhi.

### Conquista musulmana por los chagatais
Los últimos uigures budistas de Qocho y Turpan se convirtieron al islam por la fuerza durante un ghazat (guerra santa) a manos del gobernante del kanato Chagatai Khizr Khoja (r. 1389-1399). Tarikh-i-Rashidi de Mirza Haidar Dughlat (c. 1540, en persa ) escribió: "( Khizr Khoja ) emprendió una campaña contra Karakhodja [Qocho] y Turfan, dos ciudades muy importantes de China, y obligó a sus habitantes a convertirse en musulmanes... ". El Kanato Chagatai también conquistó Hami, donde la religión budista también fue purgada y reemplazada por el Islam. Irónicamente, después de convertirse al islam, los descendientes de los uigures en Turpan no pudieron retener la memoria de su legado budista y se les hizo creer que los "kalmuks infieles" ( pueblo Dzungar ) fueron los que construyeron monumentos budistas en su área. La Enciclopedia del Islam escribió: "Para entonces los turcos de Turfan [...] olvidando todos los demás aspectos destacados de su pasado, atribuyeron los monumentos budistas y de otro tipo a los "kalmuks infieles".
La conversión islámica impuesta a la ciudad budista de Hami fue el golpe final para el budismo uigur, aunque todavía quedaba algo de influencia budista en los nombres de los musulmanes turpan. Dado que el Islam les llegó mucho después que a otras ciudades de la cuenca del Tarim, los nombres personales de origen uigur antiguo preislámico todavía se usan en Hami y Turpan, mientras que los uigures del oeste usan principalmente nombres islámicos de origen árabe. Por varias razones se ha hecho una selección por conveniencia de pedazos de la historia de Xinjiang con la intención de proyectar una imagen de irreligiosidad o piedad del Islam en la cultura uigur.
Los uigures de Taoyuan son los restos de uigures de Turpan del Reino de Qocho.

## Lista de reyes
Los gobernantes del Reino de Qocho remontan su linaje a Qutlugh de la dinastía Ediz del Kanato Uigur. Existen numerosas lagunas en nuestro conocimiento de los gobernantes uigures de Qocho antes del siglo XIII. El título del gobernante de Qocho era idiqut o iduq qut. En 1308, Nolen Tekin recibió el título de Príncipe de Gaochang por el emperador Yuan Ayurbarwada. La siguiente lista de gobernantes se extrae principalmente de Turghun Almas, Uyghurlar (Almaty, 1992), vol. 1, págs. 180–85. También se incluyen varios gobernantes basados en varias fuentes de otros idiomas.
- 850–866: Pan Tekin (Pangtele)
- 866–871: Boko Tekin
...
- 940–948: Irdimin Khan
- 948–985: Arslan (Zhihai) Khan
...
- 1126–????: Bilge (Biliege/Bilgä) Tekin
...
- ????–????: Isen Tomur
...
- 1208–1235: Baurchuq (Barchukh) Art Tekin
- 1235–1245: Qusmayin (Kesmez)
- 1246–1255: Salun (Salindi) Tekin
- 1255–1265: Oghrunzh (Ogrunch) Tekin
- 1265–1266: Mamuraq Tekin
- 1266–1276: Qozhighar (Qosqar) Tekin
- 1276–1318: Nolen (Neguril) Tekin
- 1318–1327: Tomur (Tamir) Buqa
- 1327–1331: Sunggi (Senggi) Tekin
- 1331–1335: Taypan (Taipingnu)
- 1335–1353: Yuelutiemur
- 1353–????: Sangge

## Galería de imágenes

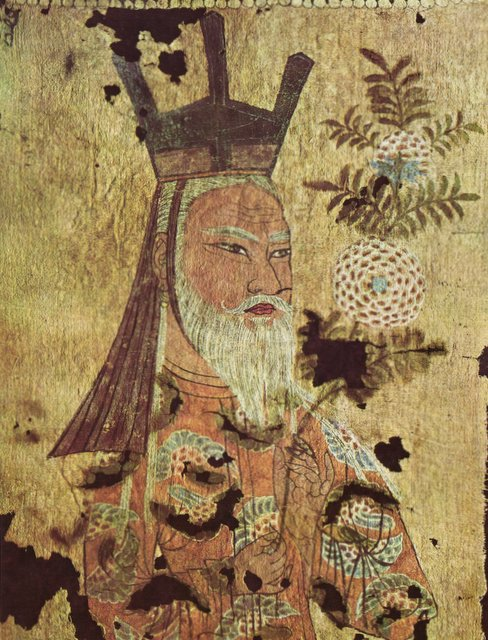
Gran Kan uigur
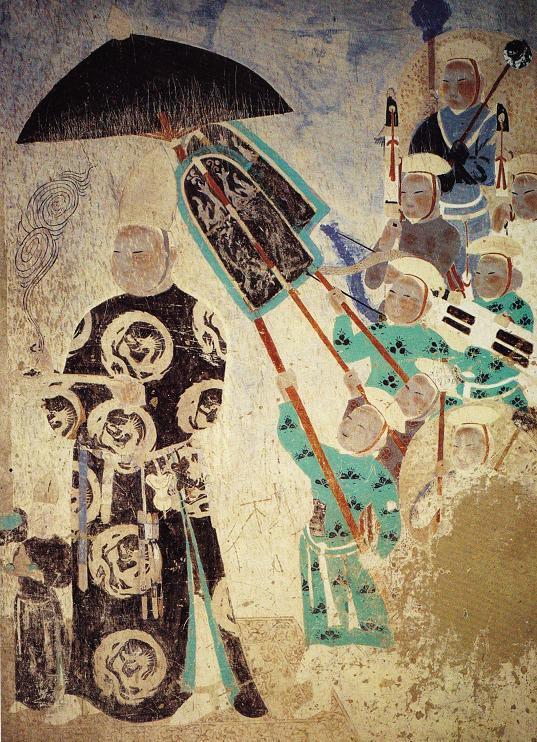
Rey uigur de Turfan
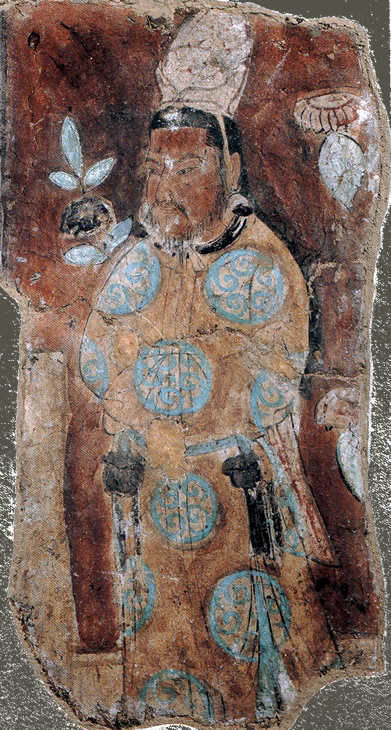
Príncipe uigur en murales de Bezeklik
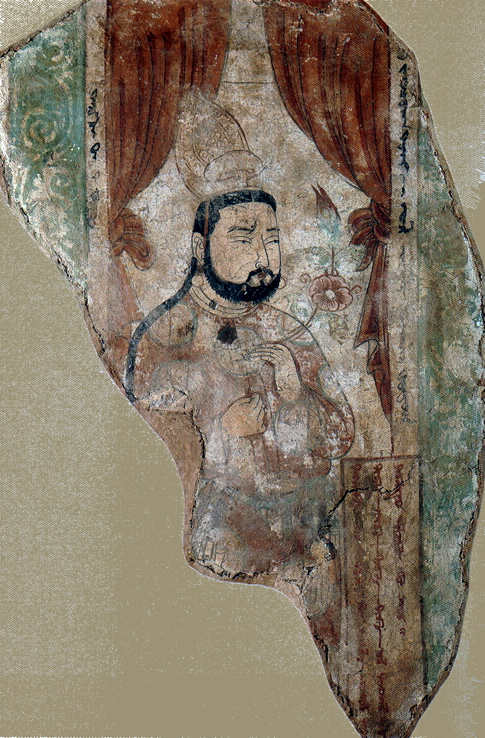
Noble uigur en murales de Bezeklik
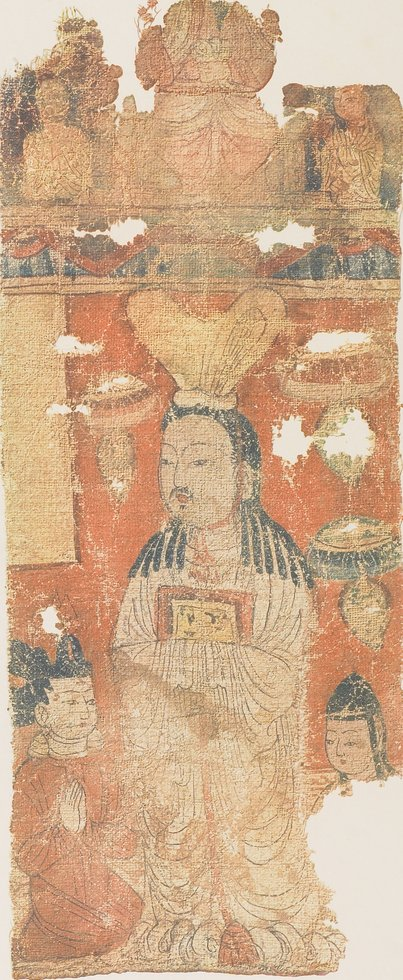
Electo maniqueo uigur en el estandarte de un templo de  Qocho
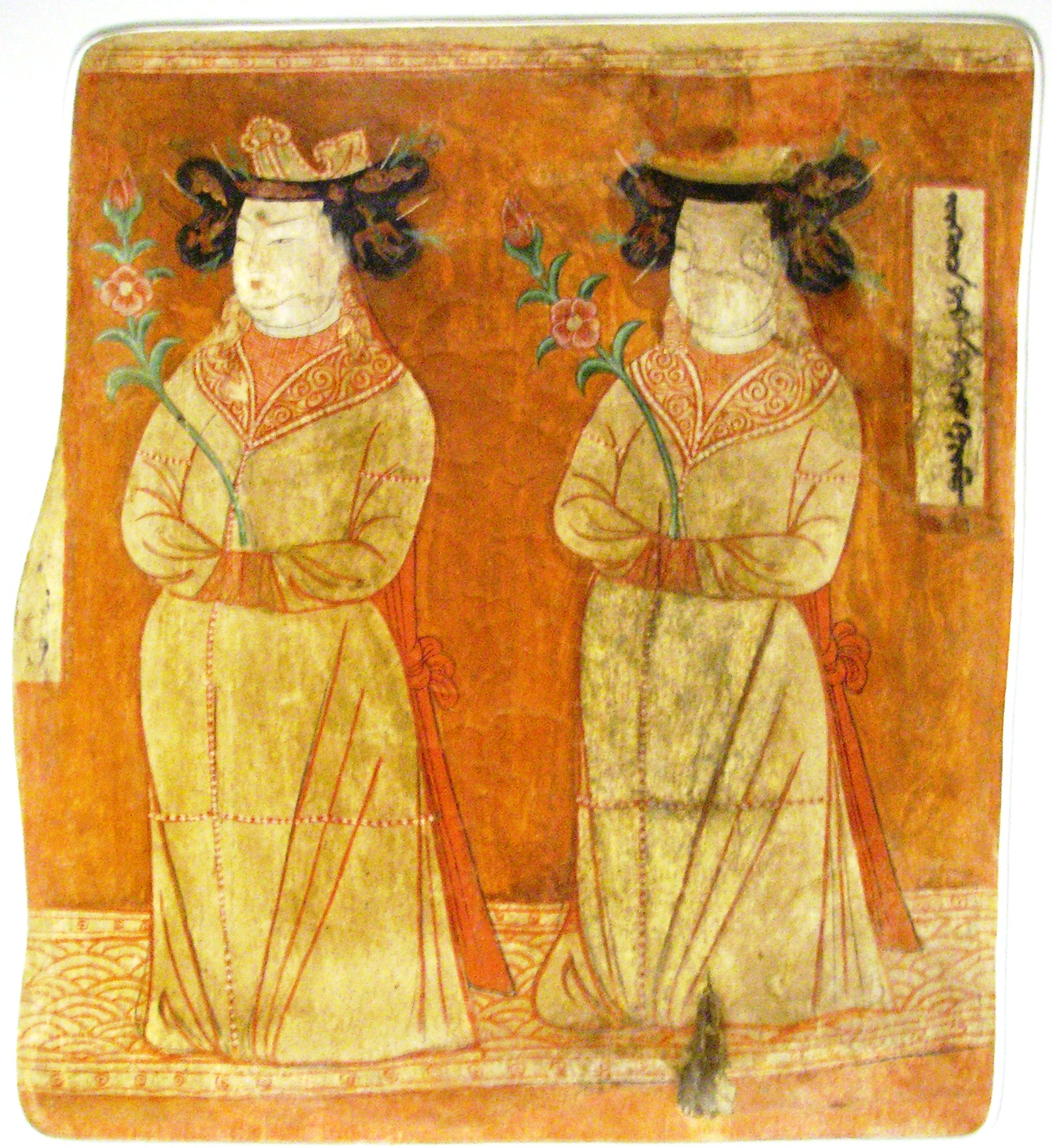
Princesas uigures, Bezeklik
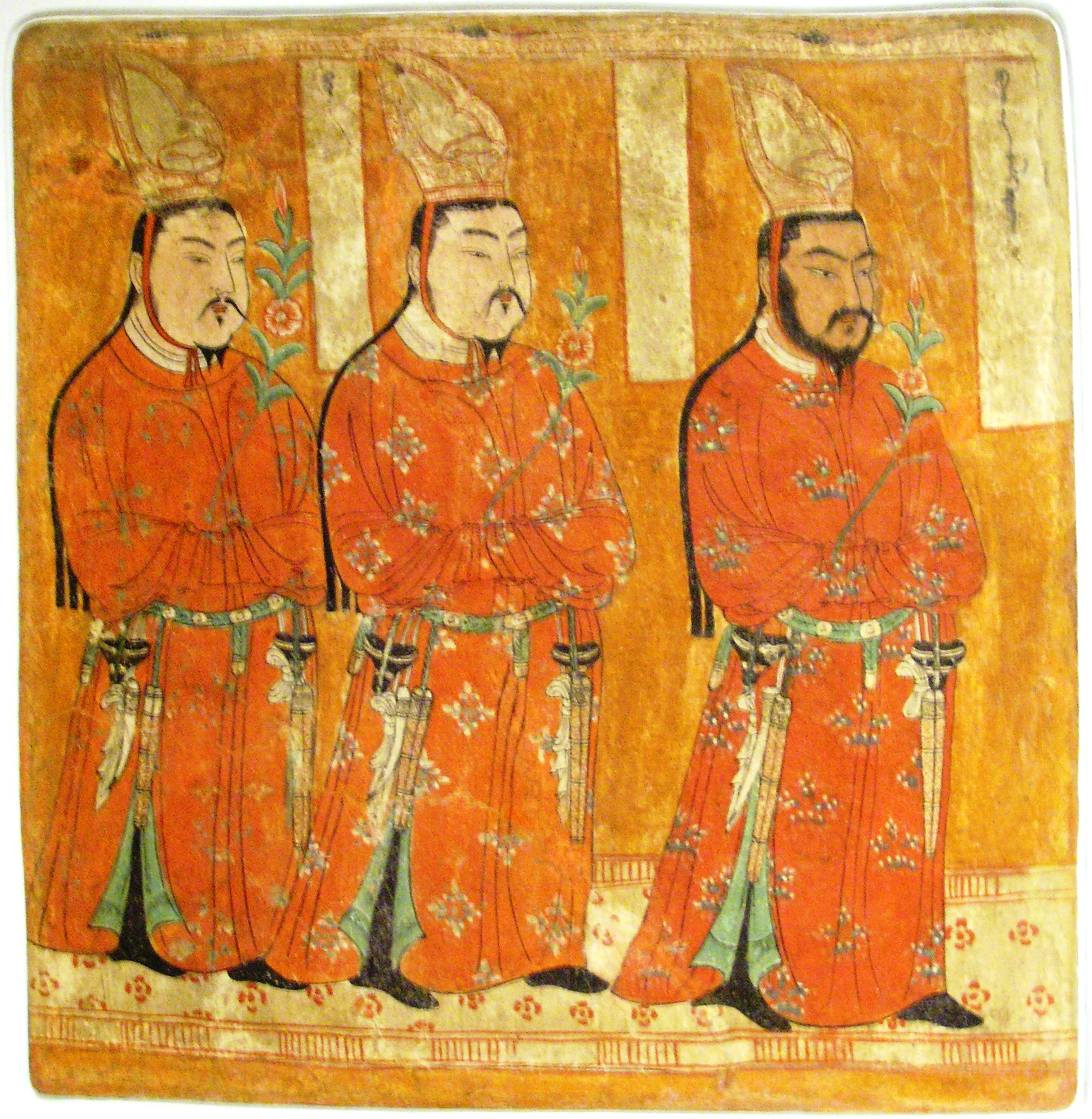
Príncipes uigures, Bezeklik
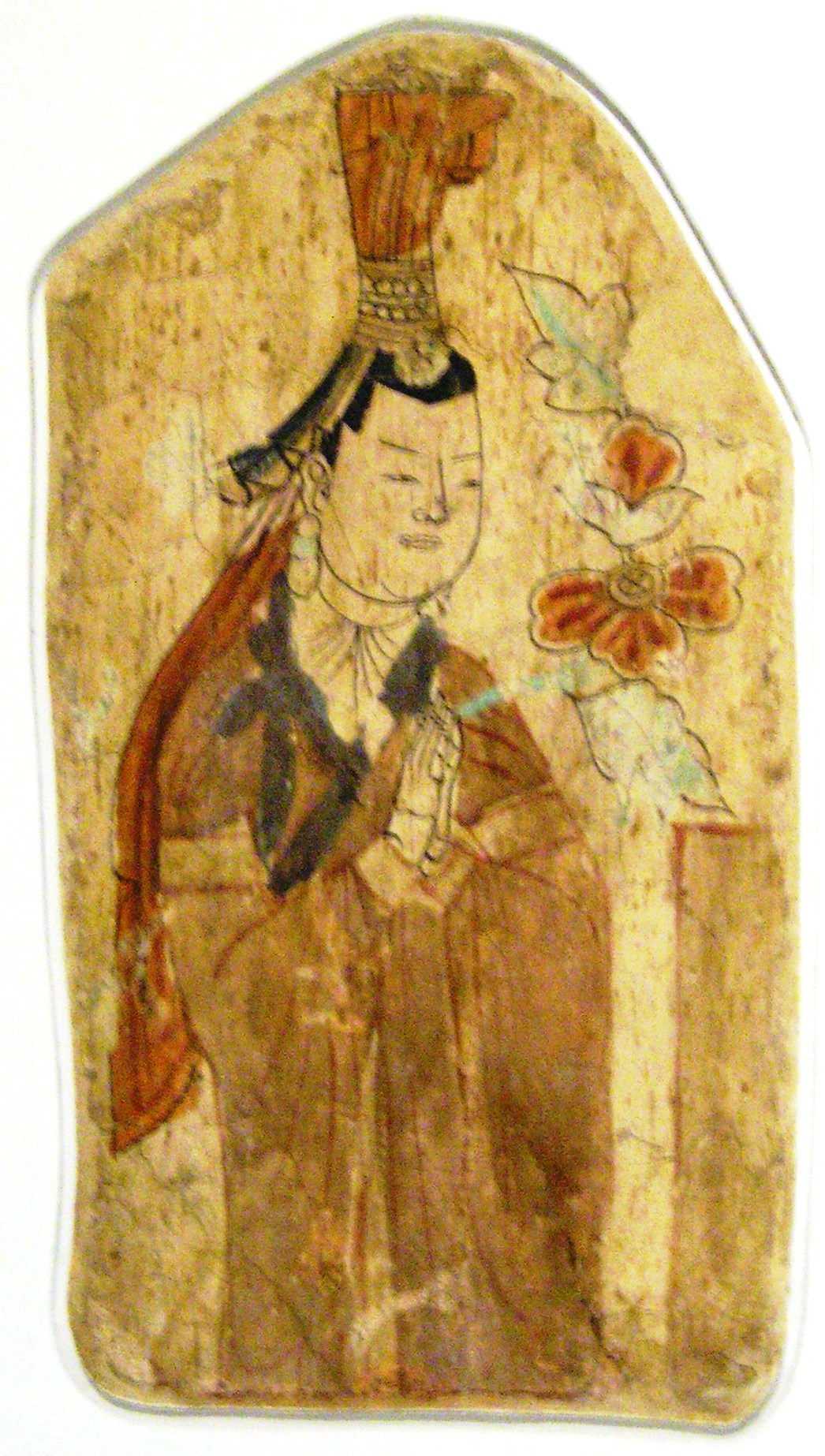
Donante uigur, Bezeklik
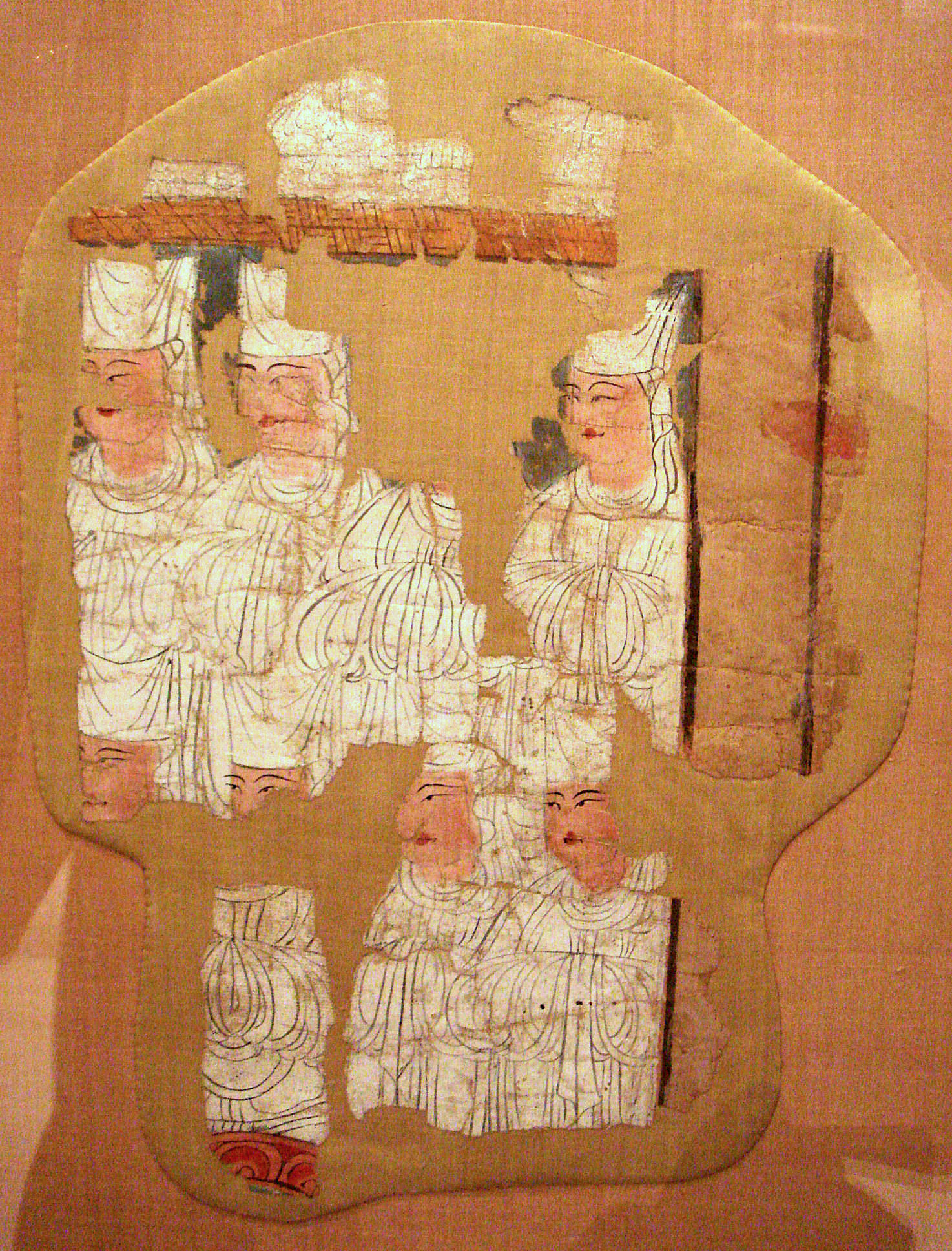
Electo maniqueo uigur en Qocho
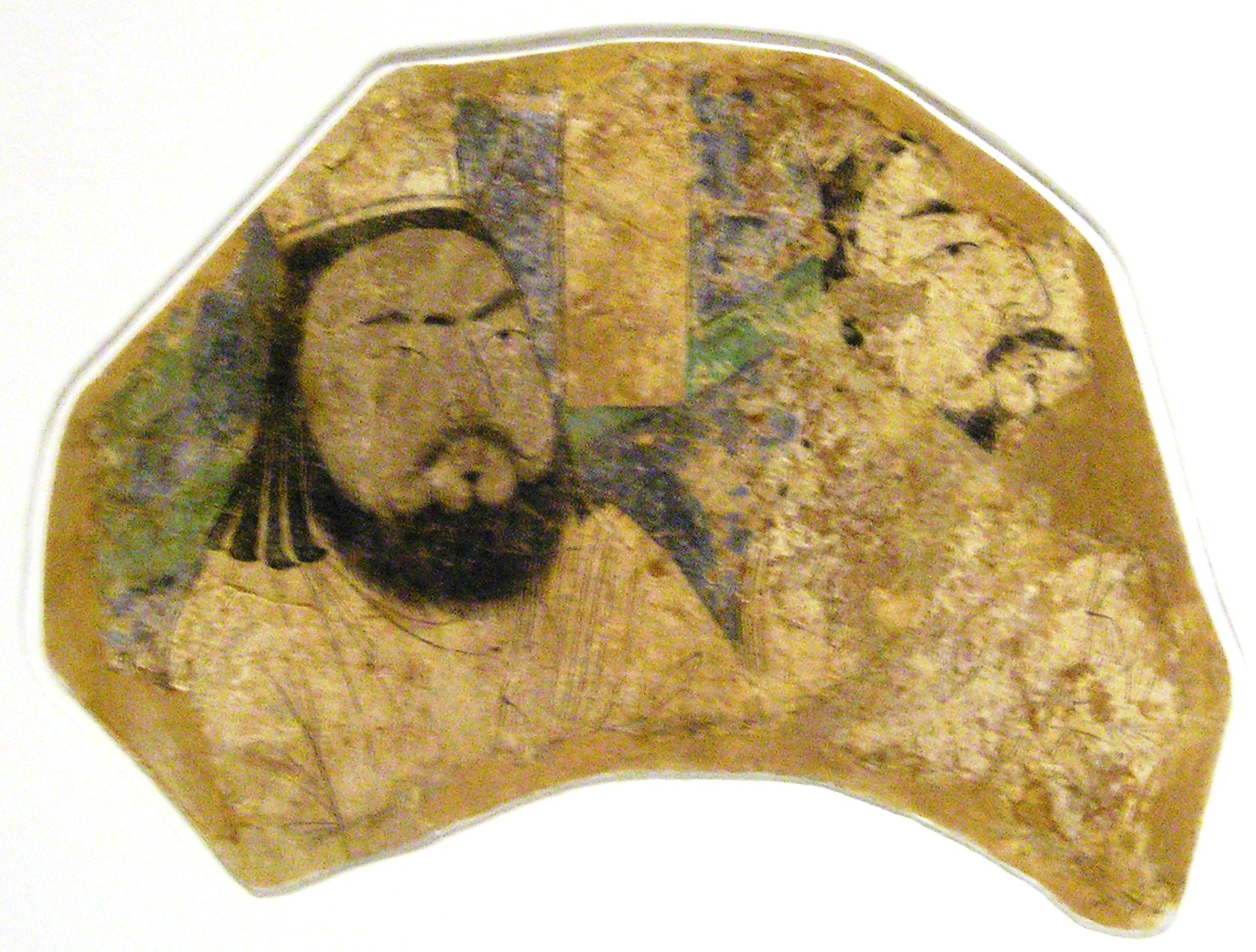
Clero maniqueo uigur de Qocho
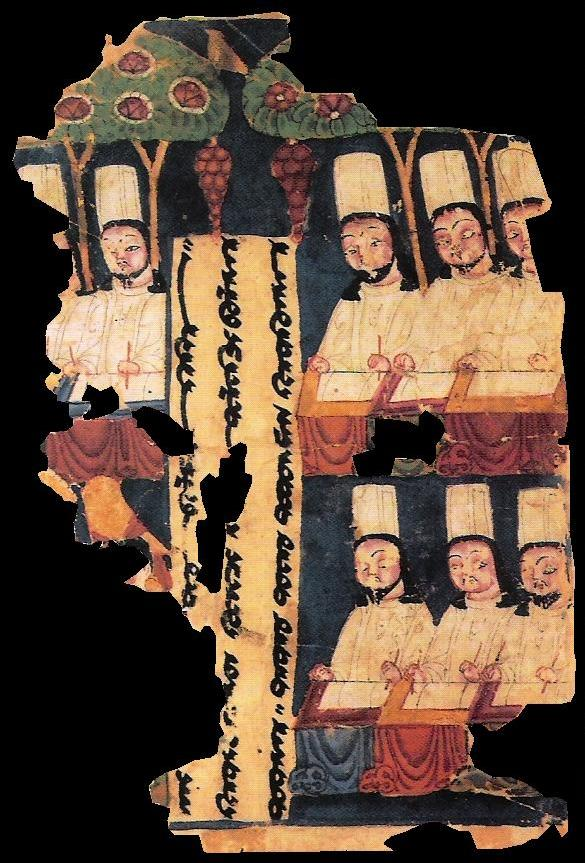
Maniqueos de Qocho
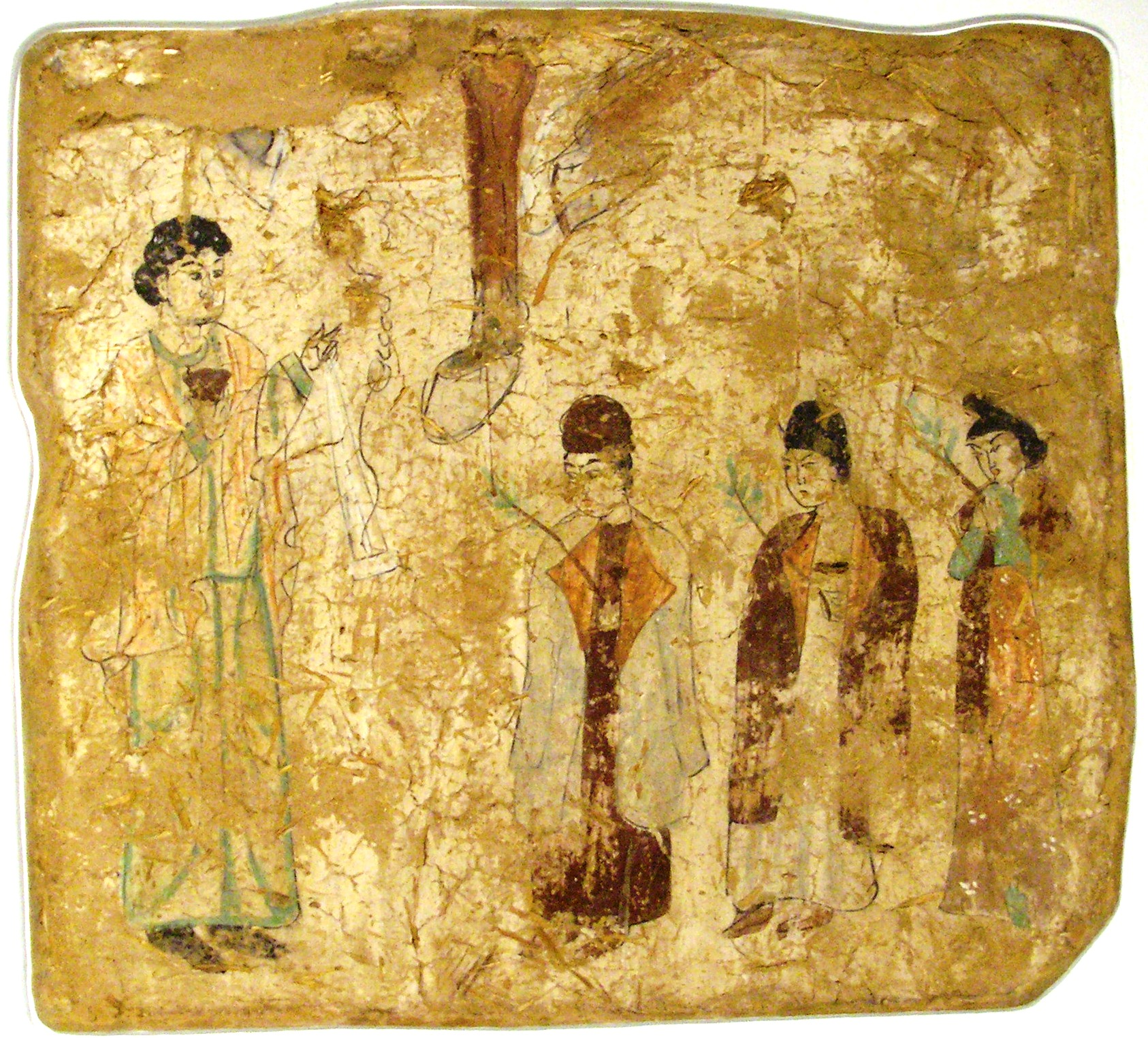
Mural del templo nestoriano de Qocho

## Otras lecturas
- Chotscho : Volumen 1
- Moriyasu Takao, 'The Sha-Chou [ Dunhuang ] Uighurs and the West Uighur Kingdo', Acta Asiatica: Boletín del Instituto de Cultura Oriental, No. 78

- Datos: Q2662180
- Multimedia: Kingdom of Qocho / Q2662180